# Claudia Sanhueza
Claudia Yamile Sanhueza Riveros (Santiago de Chile, 13 de mayo de 1974) es una economista, académica y política chilena, militante del partido político Frente Amplio. Desde el 10 de marzo de 2023 se desempeña como subsecretaria de Relaciones Económicas Internacionales de su país, — siendo la primera mujer en ocupar el puesto — bajo el gobierno del presidente Gabriel Boric. Previamente, entre marzo de 2022 y marzo de 2023, ejerció como subsecretaria de Hacienda.

## Biografía

### Familia y formación
Nació en Santiago de Chile el 13 de mayo de 1974, hijo de Luis Fernando Sanhueza Montesinos y Natacha del Carmen Riveros Richani. Realizó sus estudios superiores en la carrera de economía en la Universidad de Chile, y luego cursó un doctorado en la misma materia en la Universidad de Cambridge, Reino Unido, en donde fue becada después de recibir el «Premio Stevenson» por tener el mejor desempeño en el MPhil en economía y política.

### Trayectoria profesional
Ha contribuido permanentemente al debate público y al diseño de importantes políticas públicas. Esto, a través de su participación en varias comisiones asesoras. En ese ámbito, durante el primer gobierno de Michelle Bachelet, fue parte de la comisión Meller de Trabajo y Equidad, y durante el segundo gobierno fue integrante de la comisión Asesora Presidencial sobre el Sistema de Pensiones —denominada también, comisión Bravo—. En esa instancia apoyó la propuesta B, la cual impulsaba un sistema mixto, con un componente de capitalización individual, y otro solidario. Además fue crítica de la reforma que en 2016 presentó Bachelet.[4] Además, fue miembro de la comisión Vergara en Crecimiento y Sistema Tributario. Paralelamente, ha ejercido como académica de las universidades Diego Portales y Alberto Hurtado, y como investigadora del Centro de Microdatos de la Universidad de Chile.
Durante la administración de Bachelet fue además, presidenta del Consejo Consultivo Previsional; miembro del Panel de Expertos CASEN entre 2015 y 2017; integrante del directorio de la Fundación Nacional para la Superación de la Pobreza y, del Laboratorio de Investigación e Innovación en Educación para América Latina y el Caribe, entre otros. Fue fundadora del Centro de Economía y Política Social —donde ejerció como directora—, y actualmente ejerce como investigadora adjunta del Centro de Conflicto y Cohesión Social (COES).
Posteriormente, fue parte del grupo de economistas que, bajo el alero del Colegio Médico de Chile (Colmed), con la presidenta de ese gremio, Izkia Siches, elaboró una propuesta de "Política Fiscal y Apoyo a las Familias en la Pandemia", en 2020. En ese trabajo compartió con José De Gregorio, Sebastián Edwards, Claudia Martínez, Andrea Repetto y Rodrigo Valdés. Este documento sirvió de base para el pacto suscrito entre el segundo gobierno de Sebastián Piñera y la oposición.

### Trayectoria política
En su época universitaria fue parte del Colectivo de Estudiantes de Izquierda, presidenta del Centro de Alumnos de su carrera y luego consejera de la Federación de Estudiantes de la Universidad de Chile (FECh), entonces liderada por comunistas.
En medio de las movilizaciones estudiantiles de 2011 publicó una columna y luego una exposición junto al economista Alejandro Corvalán, que afirmó que «la gratuidad en educación superior no era regresiva y lograría mejorar levemente la desigualdad», idea que fue recogida luego en el segundo gobierno de Michelle Bachelet, en 2014.
Durante 2017 trabajó en la campaña presidencial de la candidata del Frente Amplio Beatriz Sánchez, en la elección de noviembre de ese año. Asimismo, durante 2021 integró el equipo económico de la campaña presidencial del candidato de Apruebo Dignidad Gabriel Boric y contribuyó a la elaboración de su programa de gobierno, de cara a la elección de noviembre de ese año.
Militante del partido Revolución Democrática (RD), en febrero de 2022 fue designada por el entonces presidente electo Gabriel Boric, como titular de la Subsecretaría de Hacienda, siendo la quinta mujer en el organismo. Asumió esa función el 11 de marzo de dicho año, con el inicio formal de la administración. Con ocasión del segundo cambio de gabinete de dicho mandatario, el 10 de marzo de 2023, fue removida del puesto y reasignada como titular de la Subsecretaría de Relaciones Económicas Internacionales, siendo la primera mujer en ocupar el cargo.